# Острохвостый зелёный голубь
Острохвостый зелёный голубь (лат. Treron apicauda) — вид птиц семейства голубиных (Columbidae). Распространён в Бангладеш, Бутане, Камбодже, Китае, Индии, Лаосе, Мьянме, Непале, Таиланде и Вьетнаме.
Размеры самцов 32—36 см, а самок — до 28 см. Масса тела 185—255 г. Оперение в основном желтовато-зеленого цвета. Имеет заостренные хвостовые перья.
Основной пищей являются фрукты и ягоды. 
Выделяют три подвида:
- Treron apicauda apicauda  Blyth, 1846 — Гималаи, юго-восток Китая, Мьянма
- Treron apicauda laotianus  (Delacour, 1926) — юг Китая, север Вьетнама, север Лаоса

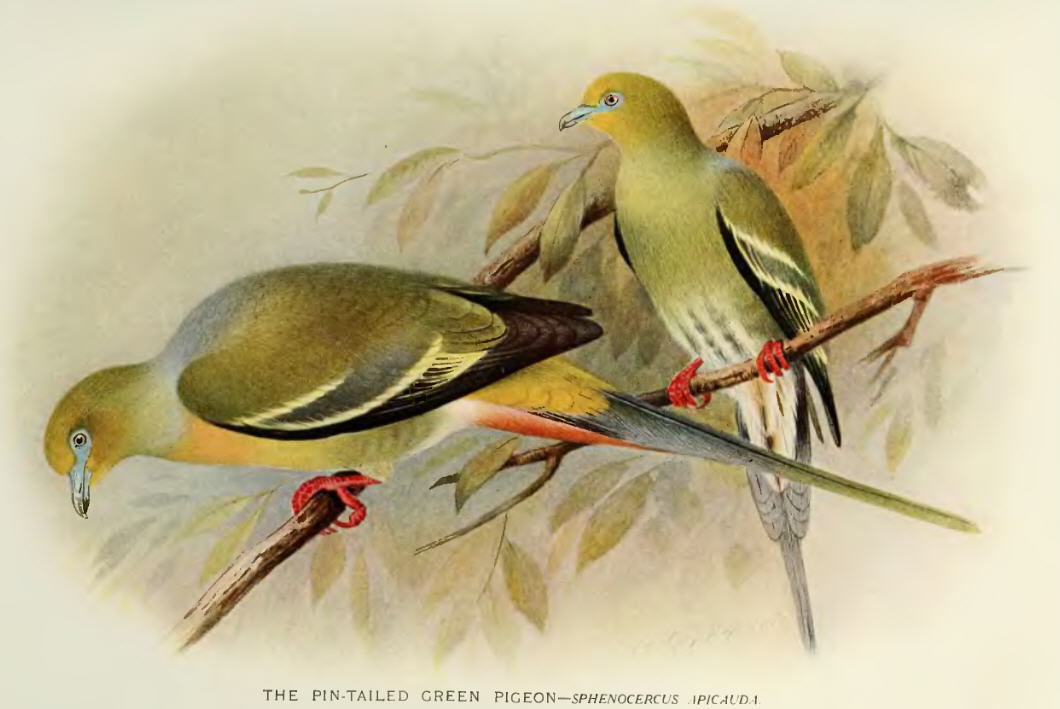
Иллюстрация художника

- Treron apicauda lowei (Delacour & Jabouille, 1924) — Таиланд, Лаос